# ドナルド・グローヴァー
ドナルド・グローヴァー（Donald Glover、1983年9月25日 - ）は、アメリカ合衆国の俳優、映画・ドラマプロデューサー、脚本家、コメディアン、歌手、ラッパー。チャイルディッシュ・ガンビーノ (Childish Gambino) として音楽活動も行っている。
ニューヨーク大学在学中にデリック・コメディというグループでの製作が注目を浴び、23歳でティナ・フェイに雇われNBCのシットコム『30 ROCK/サーティー・ロック』の脚本を担当。のちにNBCのシットコム『コミ・カレ!!』ではトロイ・バーンズ役で出演も果たした。FXのテレビドラマ『アトランタ』では主演を務め、一部脚本や監督も担当した。『アトランタ』は多くの賞を獲得し、プライムタイム・エミー賞では主演男優賞コメディ部門、演出監督賞コメディ部門を受賞、ゴールデングローブ賞ではテレビドラマ作品賞（ミュージカル・コメディ部門）とテレビドラマ男優賞（ミュージカル・コメディ部門）を受賞した。映画においては、『Mystery Team』（2009年）、『ラザロ・エフェクト』（2015年）、『マジック・マイクXXL』『オデッセイ』（ともに2015年）に出演。『スパイダーマン:ホームカミング』（2017年）ではアーロン・デイヴィス、『ハン・ソロ/スター・ウォーズ・ストーリー』（2018年）では若きランド・カルリジアンを演じた。ディズニー映画『ライオン・キング 』（2019）のリメイクでは大人のシンバの声優を務めた。
チャイルディッシュ・ガンビーノとしての音楽活動では、複数のアルバムやミックステープを自主製作した後、2011年にグラスノート・レコードと契約し、2011年にアルバム『Camp』、2013年にアルバム『Because the Internet』をリリース。2016年の3作目のアルバム『Awaken, My Love!』に収録のシングル「Redbone」は Billboard Hot 100 の最高12位を記録し、グラミー賞の最優秀トラディショナル・リズム・アンド・ブルース・ヴォーカル・パフォーマンス賞を受賞した。2017年には世界で最も影響力のある100人に選出された。2018年、「This Is America」の楽曲とミュージックビデオをリリースし、Billboard Hot 100 の初登場1位を記録した。2020年、4作目のアルバム『3.15.20』をリリースした。

## 生い立ち
ドナルド・マッキンリー・グローヴァー・ジュニア（Donald McKinley Glover Jr.）は、1983年9月25日にカリフォルニア州エドワーズ空軍基地で生まれ、ジョージア州ストーン・マウンテンで育った。母親ビバリーは退職した保育士で、父親のドナルド・グローヴァー・シニアは郵便局員だった。彼の両親は14年間里親を務めた経験もあった。また、ドナルド・グローヴァーはエホバの証人として育てられた。弟のステファンは脚本家、プロデューサーとして活躍しており、他にブリアンという妹もいる。
ドナルド・グローヴァーはレイクサイド高校とディカルブ・アートスクールに通った。 2006年、ニューヨーク大学ティッシュ芸術学校を卒業し、ドラマティック・ライティングの学位を取得。ティッシュ在学中にはミックステープ『The Younger I Get』を制作した。また、MC D（mcDJ）の名でエレクトロニック・ミュージックのDJとプロデュース活動を始め、スフィアン・スティーヴンスの2005年のアルバム『Illinois』のリミックスを手がけた。

## 経歴

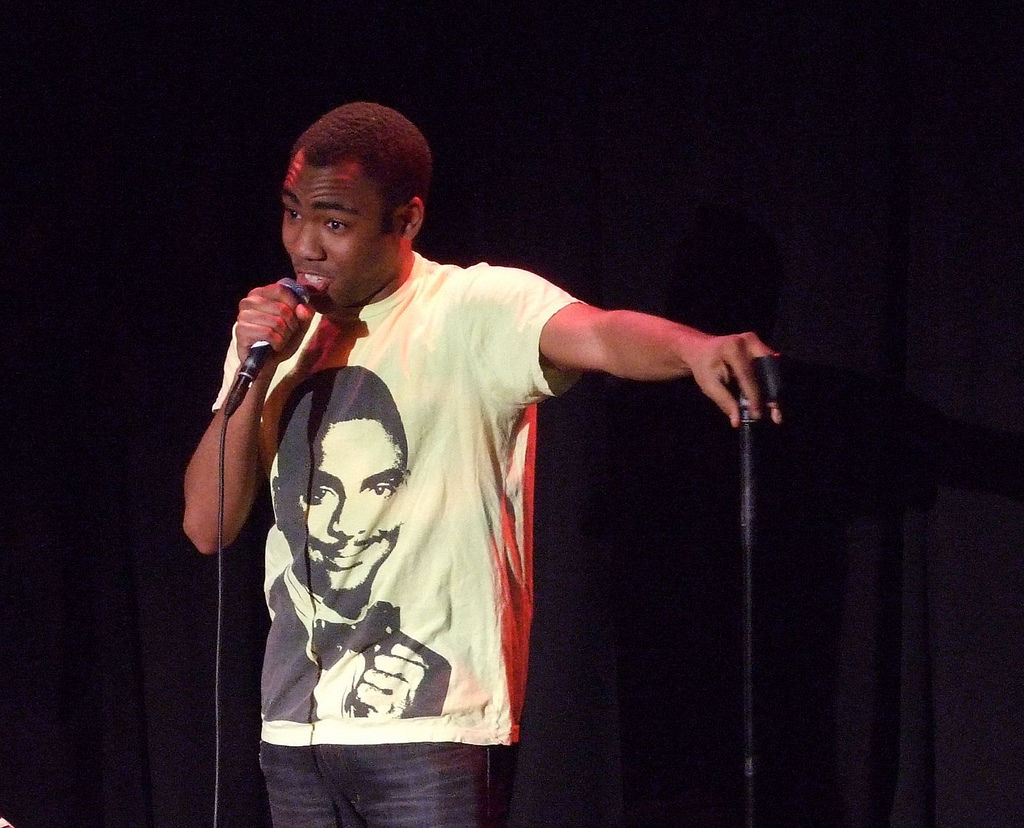
ステージでのドナルド・グローヴァー（2008年）

### 2006年 - 2010年: コメディアン、ミックステープ
2006年、グローヴァーはプロデューサーのデヴィッド・マイナーの目に留まり、ザ・シンプソンズの脚本など執筆サンプルを送った。 グローヴァーは2006年から2009年までNBCで放送していたシットコム「30 Rock」の脚本を書き、時折カメオ出演していた。 2008年、グローヴァーは「サタデー・ナイト・ライブ」のバラク・オバマ大統領役のオーディションに落ち、その役はフレッド・アーミセンに決まった。ニューヨーク大学在学中にはDerrick Comedyというスケッチ・コメディーグループの一員として活動していた。このグループは長編映画『Mystery Team』の脚本を担当し、グローヴァーは主演を務めた。この映画は2009年のサンダンス映画祭でプレミア上映された。
グローヴァーは2009年から放送されたダン・ハーモンのシットコム『コミ・カレ!!』でトロイ・バーンズ役を務めた。メインキャストとして人気を博していたが2014年の第5シーズンには最初の5つのエピソードにしか登場しなかった。ラッパーのキャリアを追求するために番組を去ったと思われていたが、グローヴァーがインスタグラムに投稿した一連の手書きのメモによると、その理由は個人的なものであった。ハーモンはグローヴァーに第6シーズンでの復帰を打診したが、グローヴァーは番組と視聴者にとって彼の務めるキャラクターがいない方が良いだろうと述べて辞退した。

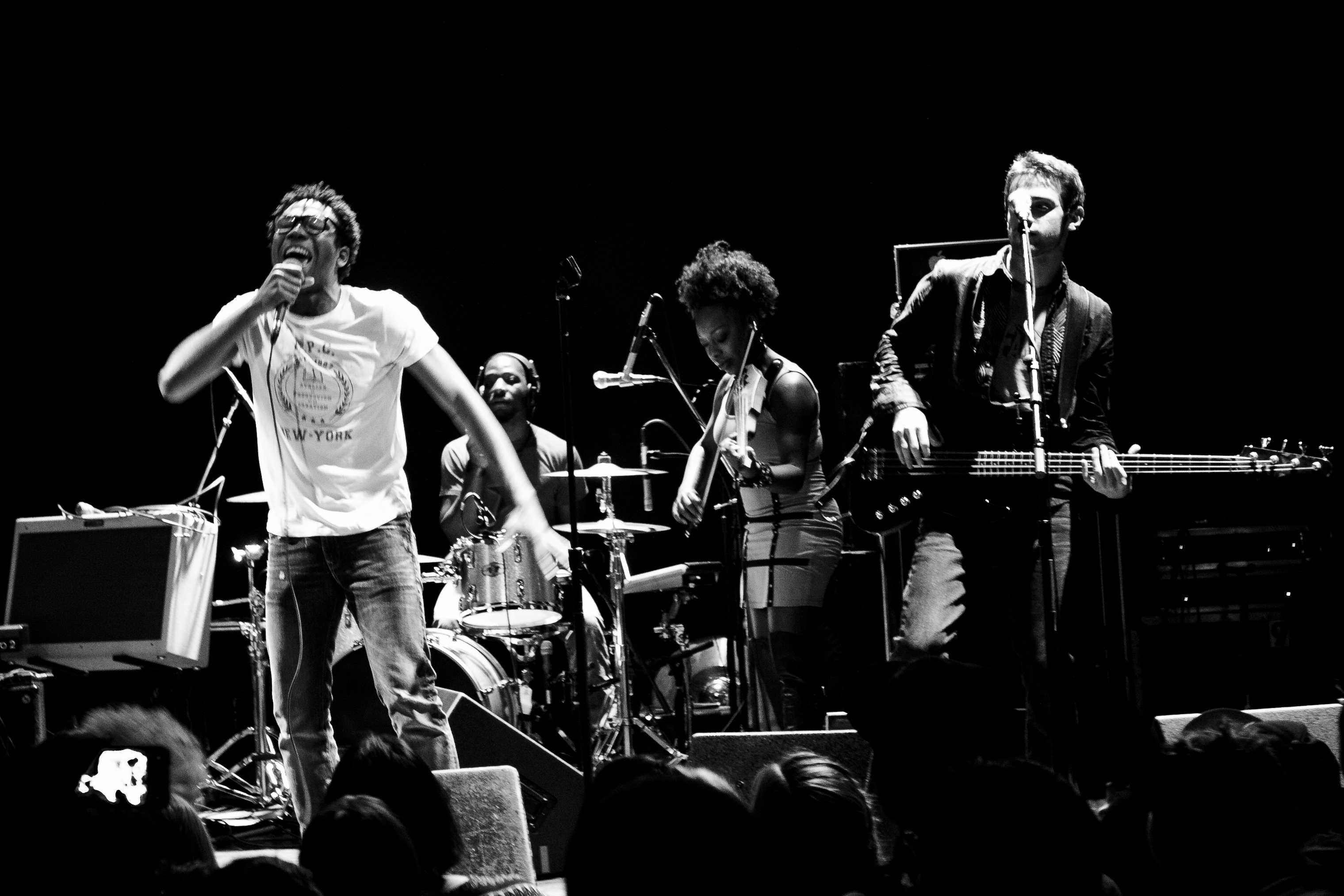
チャイルディッシュ・ガンビーノのライブ（2010年）

ドナルド・グローヴァーのミュージシャン名であるチャイルディッシュ・ガンビーノ（Childish Gambino）は、オンラインの名前作成サービスWu-Tang Clan Name Generatorで作られた。2008年6月に、自主制作のミックステープ『Sick Boi』をリリース。2009年9月には、2作目のミックステープ『Poindexter』をリリースした。2010年には『I Am Just a Rapper』と『I Am Just A Rapper 2』というタイトルのミックステープを立て続けにリリースし、同年7月には『Culdesac』というタイトルの3作目のミックステープをリリースした。2010年3月、グローヴァーはスタンドアップ・ショーケース番組『Comedy Central Presents』で30分のセットを披露した。
2010年5月、あるファンが『アメイジング・スパイダーマン』のピーター・パーカー役にグローヴァーを推薦し、そのキャンペーンのハッシュタグ「#donald4spiderman」がTwitter上で広がり大きな反響を呼んだ。 スパイダーマンのクリエイターであるスタン・リーがグローヴァーにオーディションを受けるよう呼びかけたが、グローヴァーはオーディションを受けず、役はアンドリュー・ガーフィールドに決まった。グローヴァーは後に、ソニー・ピクチャーズから連絡がなかったことを明らかにしている。1年後にアフリカ系アメリカ人版スパイダーマンのマイルス・モラレスを発表したコミックライターのブライアン・マイケル・ベンディスは、グローヴァーのキャンペーンが流行る前からこのキャラクターを思いついていたが、キャラクターデザインにグローヴァーが影響を与えたと語っている。 グローヴァーは後に、アルティメット・スパイダーマンのアニメシリーズでスパイダーマンの声を担当した。 グローヴァーは2010年7月のJust for Laughsフェスティバルでライジング・コメディ・スター賞を受賞し、Gapの2010年ホリデー広告キャンペーンにも登場した。

### 2011年 - 2014年: Camp、Because the Internet

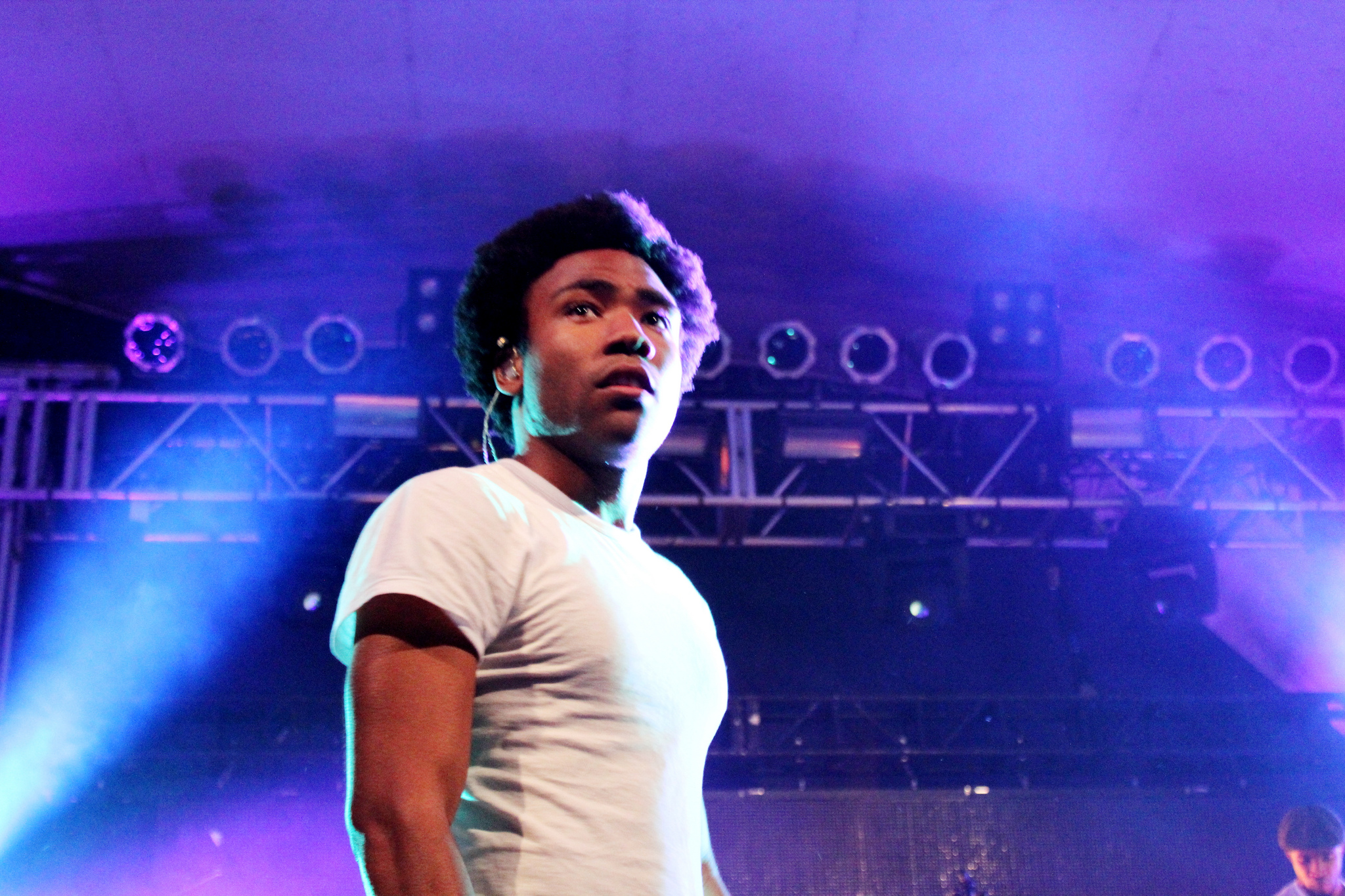
Austinのライブでのチャイルディッシュ・ガンビーノ（2012年）

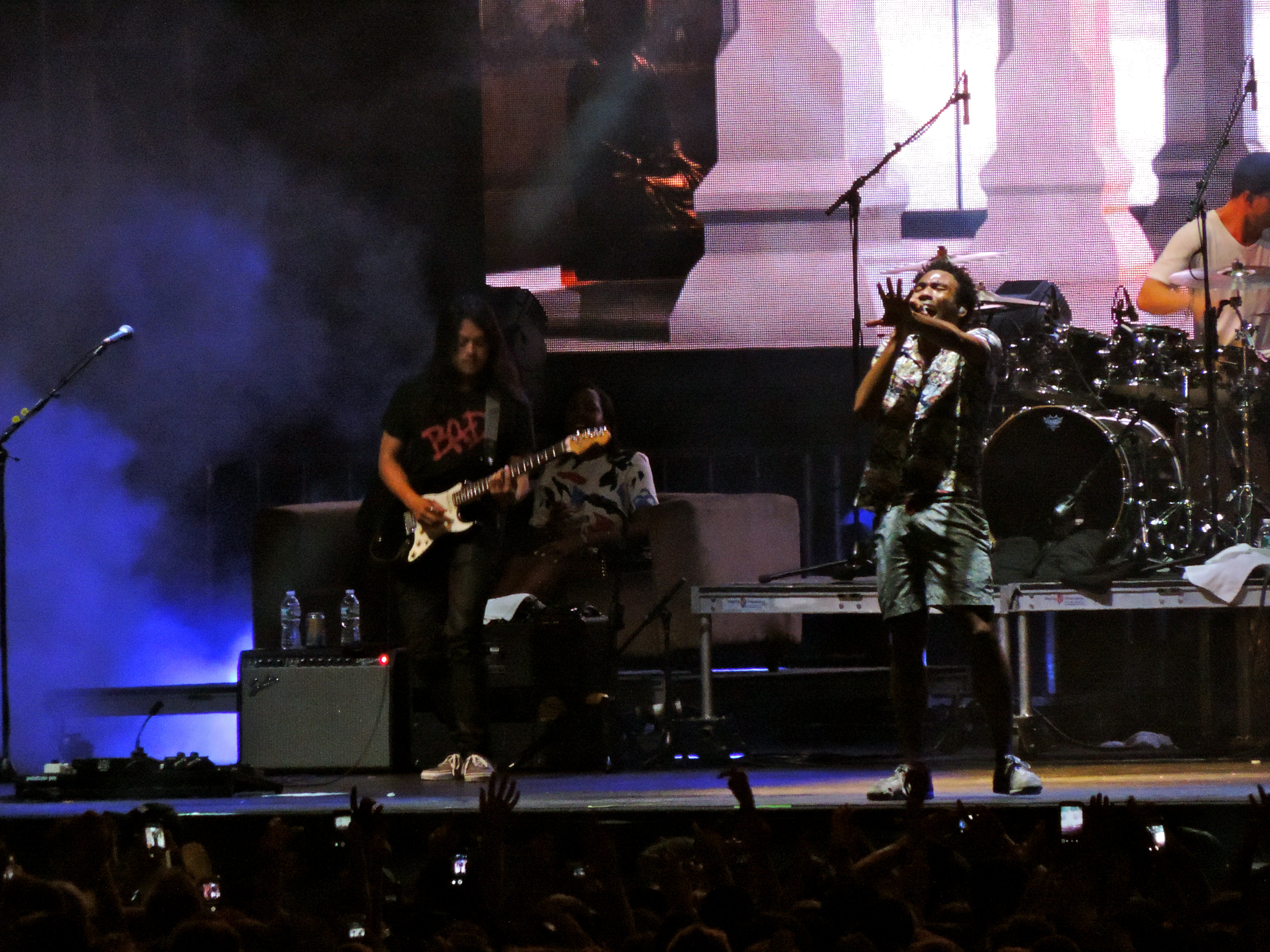
チャイルディッシュ・ガンビーノのライブ（2014年）

2011年3月、ドナルド・グローヴァー初のEp『EP』がフリー・ダウンロードでリリースされた。 同月には「Freaks and Geeks」のミュージック・ビデオが公開され、SXSWで開催されたMTVU Woodie Awardsのホストを務めた。4月には全国ツアーIAMDONALDツアーを開催。ボナルー・フェスティバルではチャイルディッシュ・ガンビーノ（Childish Gambino）とコメディアンの両方で出演し、ビル・ベイリーとのセットを披露した。11月には1時間のスタンドアップ・スペシャル「Weirdo」がコメディ・セントラルで放送された。
ドナルド・グローヴァーはデビュー・アルバムのために『コミ・カレ!!』のスコアを担当していたルドウィグ・ゴランソンにプロデュースを依頼した。 グローヴァーはアルバムのリリースに先立ち、グラスノート・レコードと契約し、サインアップ・ツアーに参加した。2011年11月15日、デビューアルバム『Camp』をリリースし、「Bonfire」と「Heartbeat」をシングルカットした。アルバムはBillboard 200で初登場11位を記録し、初週に52,000枚を売り上げた。PopMattersのライター、Steve Leporeは「間違いなく2011年に出たあらゆるジャンルの中で最高のレコードの一つ」と評価した。Camp Gambinoツアーは2012年3月に開始される予定だったが、足を骨折したために4月に延期された。

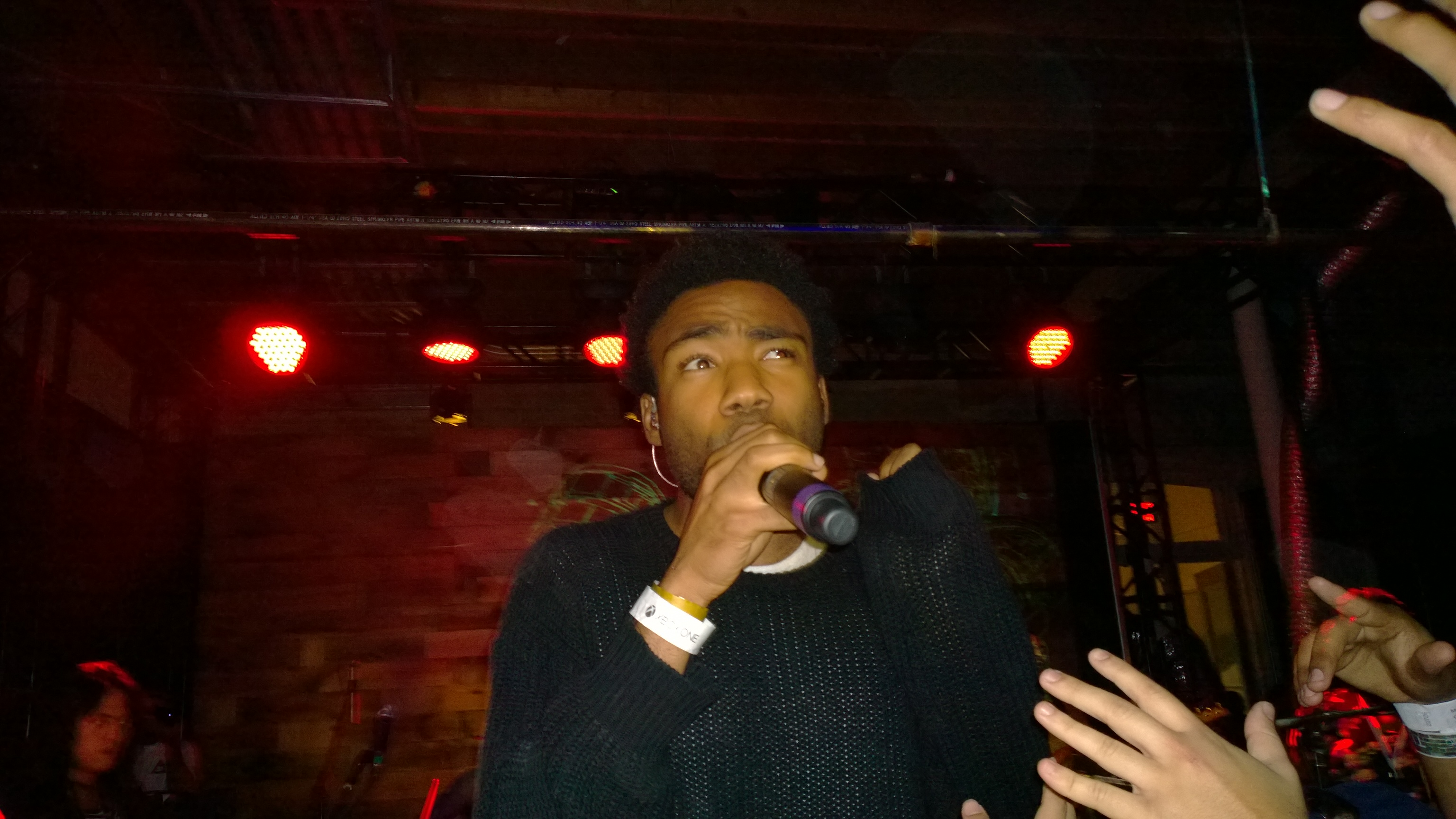
SXSWでのチャイルディッシュ・ガンビーノ（2014年）

グローヴァーは2012年4月と5月に自身のウェブサイトを通じて楽曲「Eat Your Vegetables」と「Fuck Your Blog」をリリースした。 5月から6月にかけて、彼は6作目のミックステープ「Royalty」からの楽曲を初披露した。このミックステープにはSteve G. Lover IIIという名で弟のスティーヴンら複数のアーティストが参加した。イギリス人アーティストのレオナ・ルイス(Leona Lewis)のアルバム『Glassheart』に収録されたシングル「Trouble」にはガンビーノがゲストとしてラップを披露した。この曲はイギリスのシングルチャートで7位を記録し、彼にとって初のイギリスのトップ10入りシングルとなった。 2012年11月、グローヴァーはスタジオで次のアルバムのための新しいアイデアを練っていたことを明かし「より大きく、より多くの人が参加した」と述べた。グローヴァーはロマンティックコメディ『The To Do List』で脇役を務めた。また、2013年初頭にはコメディドラマシリーズ『Girls』の2つのエピソードにゲスト出演した。
チャイルディッシュ・ガンビーノの2作目のスタジオ・アルバム『Because the Internet』は2013年10月にレコーディングを終え、12月10日にリリースされた。アルバムはBillboard 200で初登場7位を記録し、シングルの「3005」はBillboard Hot 100では64位を記録した。 グローヴァーはアルバムのプロモーションのために、ヒロ・ムライが監督し、チャンス・ザ・ラッパー、ダニエル・フィシェルらが出演した短編映画『Clapping for the Wrong Reasons』の脚本を務めた。シングル「Heartbeat」はアメリカレコード協会から初のゴールド・ディスクに認定され、アルバム『Because The Internet』も続けてゴールド・ディスクに認定された。 2014年2月から5月にかけてグローヴァーはThe Deep Webツアーを開催した。
2014年10月2日にはミックステープ『STN MTN』をリリースし、翌日にはシングル「Sober」を収録したEP『Kauai』をリリースした。『STN MTN』はフリーダウンロード作品で、『Kauai』の収益はカウアイ島の維持・保全の為に寄付された。 グローヴァーはこれら一連のプロジェクトを『Camp』『Because the Internet』に続く「史上初のコンセプト・ミックステープ」と表現した。 第57回グラミー賞では『Because the Internet』が最優秀ラップ・アルバム賞、「3005」が最優秀ラップ・パフォーマンス賞に初めてノミネートされた。

### 2015年 - 2017年: アトランタ、Awaken, My Love!

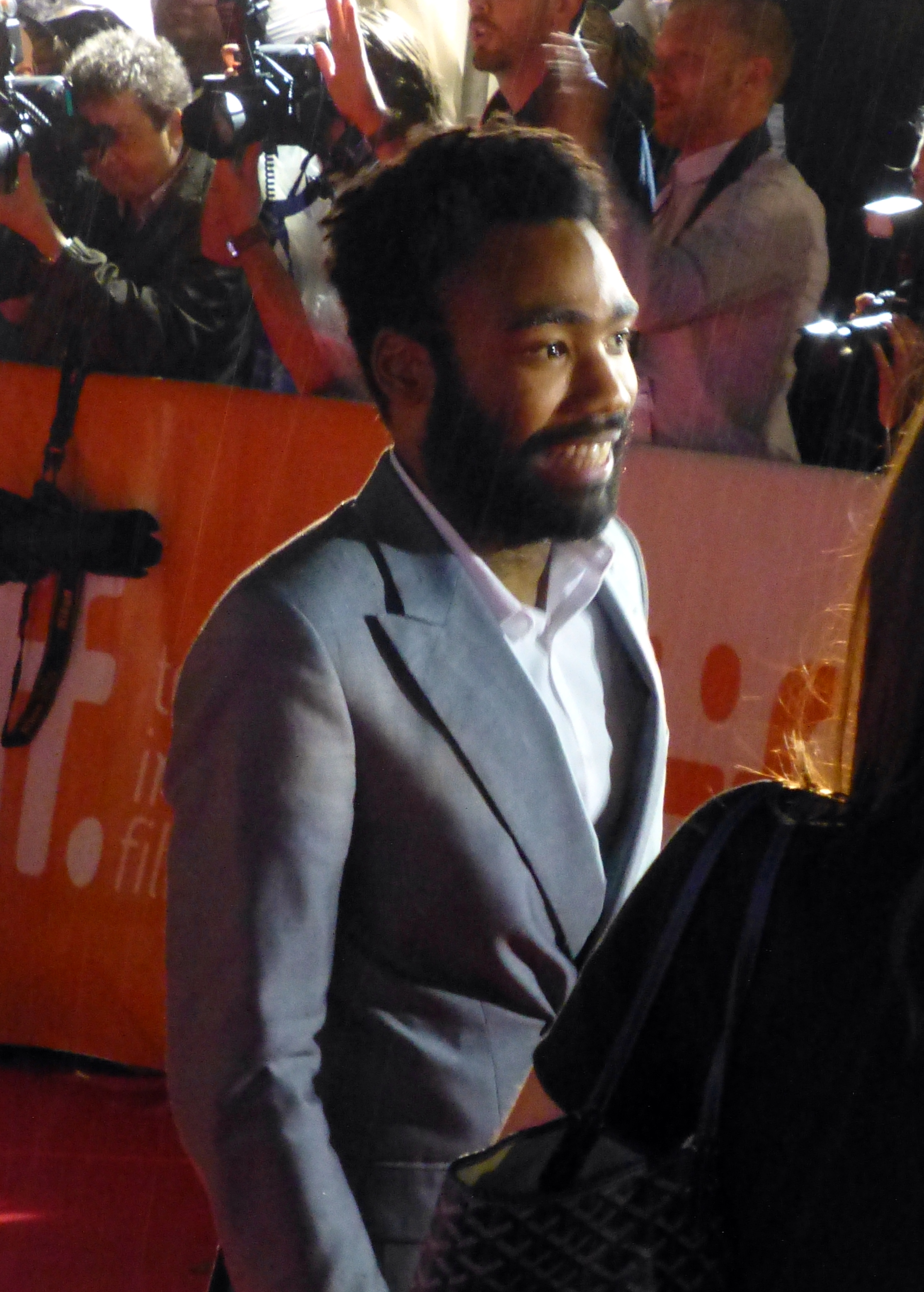
トロント国際映画祭でのドナルド・グローヴァー（2015年）

ドナルド・グローヴァーは2015年に3本の映画に出演した。『ラザロ・エフェクト』では、悲惨な結果をもたらす死者を生き返らせる研究者チームで働く科学者を演じた。コメディドラマ『マジック・マイクXXL』では歌手を演じ、映画の中でブルーノ・マーズの楽曲「Marry You」のカバーを披露し、サウンドトラックにも収録された。リドリー・スコット監督のSF映画『オデッセイ』では、マット・デイモン演じる火星に取り残された宇宙飛行士の救出を手伝うジェット推進研究所の科学者役で出演している。また、ロッキーシリーズの『クリード チャンプを継ぐ男』のサウンドトラックに楽曲を提供した。
2013年から計画が進められていたFXのテレビドラマ『アトランタ』が2016年9月6日にオンエアされ始め、批評家から絶賛された。グローヴァーは、主人公アーネスト "アーン" マークスを演じ、脚本、製作総指揮、一部のエピソードでは監督を務めた。アトランタの成功により、グローヴァーはゴールデングローブ賞のテレビシリーズ・ミュージカル・コメディ部門と主演男優賞のテレビシリーズ・ミュージカル・コメディ部門、プライムタイム・エミー賞のコメディシリーズの最優秀主演男優賞と最優秀演出賞など、多くの賞を受賞した。このシリーズの成功により、FXはグローヴァーと独占契約を結び、FXネットワークのためにさらに多くの番組を執筆・制作することになった。
2016年9月、グローヴァーはカリフォルニア州ジョシュア・ツリーでPharos Experienceとして呼ばれる3公演を開催し、3作目のスタジオ・アルバム『Awaken, My Love!』（アウェイクン、マイ・ラヴ!）からの曲を披露した。アルバムは12月2日に正式にリリースされ、Billboard 200で5位を記録、後にプラチナ・ディスクに認定された。アルバムからは「Me and Your Mama」「Redbone」「Terrified」の3枚のシングルがリリースされ、「Redbone」は特にヒットし全米最高12位を記録した。このアルバムのレコードリリースには、バーチャルリアリティのヘッドセットとアプリが含まれており、購入者はPharos ExperienceからVRのライブパフォーマンスにアクセスすることができた。
『Awaken, My Love!』では、グローヴァーはラップではなく歌をフィーチャーしており、サイケデリック・ソウル、ファンク、R&B、特にファンクバンドのファンカデリックからの影響を受けていた。アルバムは評論家から高く評価され、第60回グラミー賞ではアルバム・オブ・ザ・イヤーと最優秀アーバン・コンテンポラリー・アルバムにノミネートされ、「Redbone」は最優秀トラディショナルR&Bパフォーマンスを受賞し、レコード・オブ・ザ・イヤーと最優秀R&Bソングにノミネートされた。グローヴァーはグラミーの授賞式で「Terrified」を披露した。

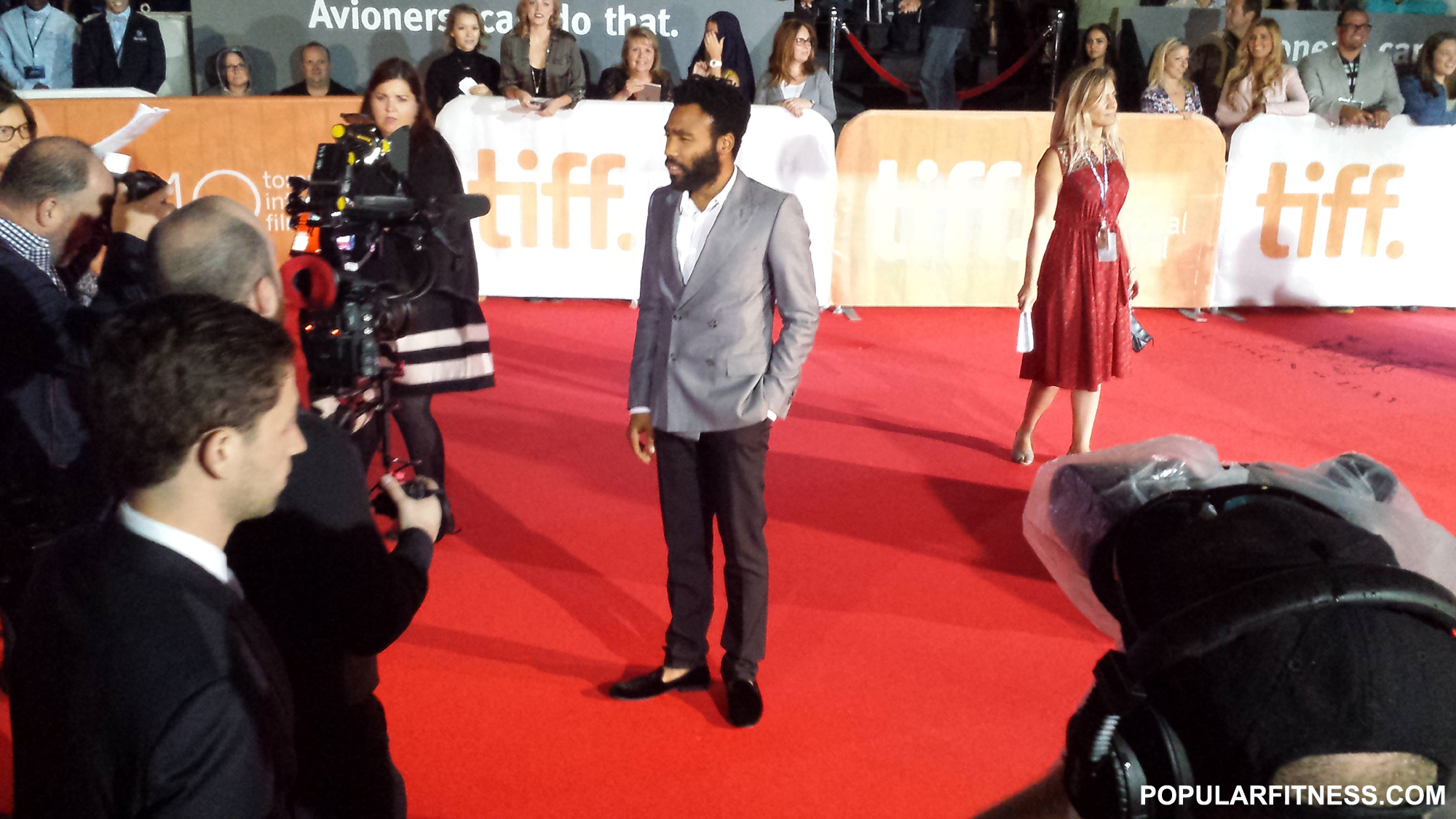
レッドカーペットで撮影中のドナルド・グローヴァー（2015年）

2017年、グローヴァーはアメコミ映画『スパイダーマン:ホームカミング』に犯罪者アーロン・デイヴィス役で出演した。デイヴィスは、グローヴァーがアニメ『アルティメット・スパイダーマン』シリーズで声を担当していたマイルス・モラレス版スパイダーマンの叔父である。このキャスティングは、2010年の「#donald4spiderman」キャンペーンを意識した同作の監督ジョン・ワッツによって、「ファンにとってサプライズのご馳走」と評された。2017年4月、グローヴァーはTime誌の世界で最も影響力のある100人に選出された。ティナ・フェイはグローヴァーを「人はいつでも好きなものになり、好きなように変えることができるという彼の世代の信念を体現している」と紹介した。
グローヴァーは2017年6月にチャイルディッシュ・ガンビーノとしての活動を引退する意向を発表し、Governors Ballフェスティバルでステージを降りる前に「最後のガンビーノのアルバムで会おう」と語った。彼はインタビューで自身の音楽キャリアが「もはや必要ない」と感じていることを説明し、「第3の続編のようなものほど悪いものはない」と付け加え、「戻ってくるときには、戻ってくる確かな理由があるのが好きなんだ」と語った。

### 2018年 - 現在: This Is America、3.15.20

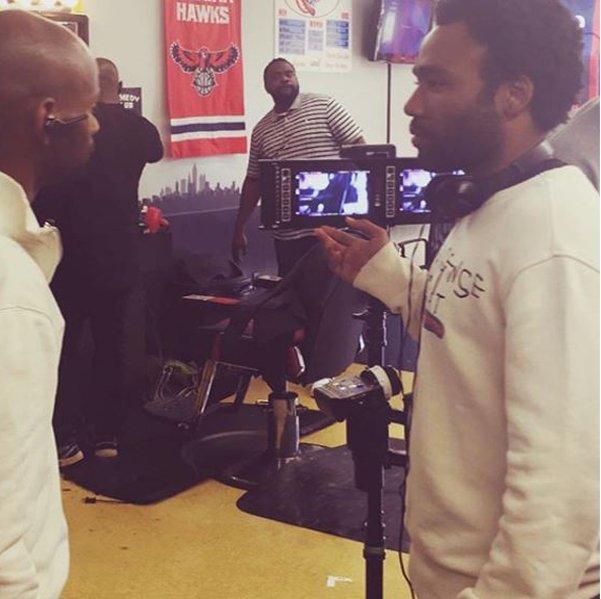
アトランタの撮影中のドナルド・グローヴァー（右）（2018年）

ドナルド・グローヴァーは2018年1月にRCAレコードと契約する。2018年5月、サタデー・ナイト・ライブのホスト兼音楽ゲストとして出演し、シングル「This Is America」をリリースした。この曲はグローヴァーにとって初の全米1位とトップ10入りを果たしたシングルとなった。この曲の歌詞は、銃の暴力やアメリカの黒人であることなど、様々なトピックを扱っている。ヒロ・ムライが監督したミュージック・ビデオでは、グローヴァーが銃を持って聖歌隊に向かって発砲するなど、様々な社会問題を随所に散りばめる演出が大きな話題となった。この曲は第61回グラミー賞のソング・オブ・ザ・イヤー、最優秀ミュージック・ビデオ、最優秀ラップ／歌唱パフォーマンス、レコード・オブ・ザ・イヤーを受賞した。
アトランタのセカンドシーズンの撮影中、グローヴァーは『ハン・ソロ/スター・ウォーズ・ストーリー』でランド・カルリジアンを演じたため、いくつかのエピソードへの出演を取りやめた。2018年7月、グローヴァーは「Summertime Magic」と「Feels Like Summer」という曲を収録したEP『Summer Pack』をリリースした。これはニューアルバムのリード・シングルになる予定の楽曲だった。9月には5回目のコンサートツアー「This Is America Tour」を開始し、アトランタでのオープニングショーでこれが最後のコンサートツアーになると発表した。未発表曲の「Algorhythm」と「All Night」の2曲は、ツアーのチケットを購入したファン限定で提供された。

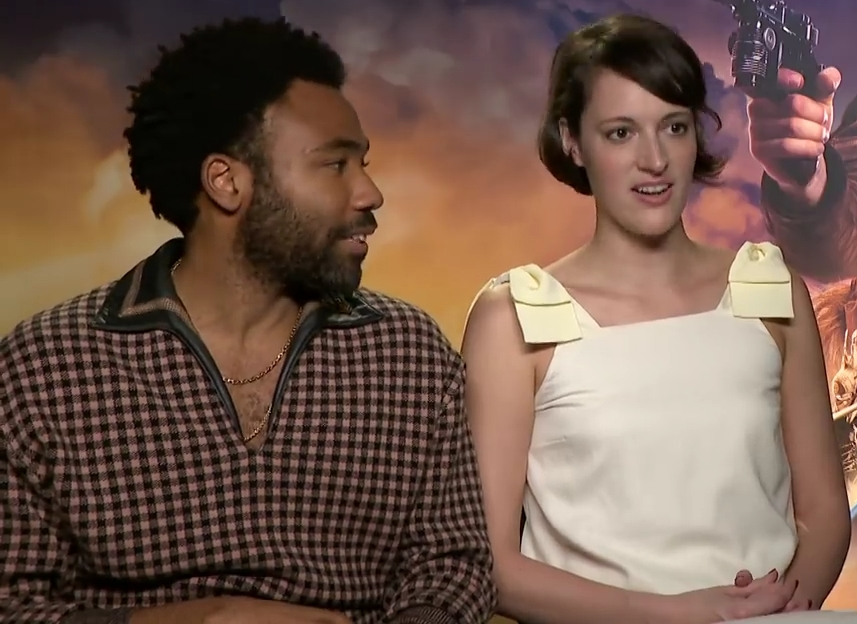
ハン・ソロのプロモーションで取材を受けるドナルド・グローヴァー（左）（2018年）

2018年2月、グローヴァーは映画『ハン・ソロ』のプロモーションとThis Is Americaツアーの合間に取り組みたいプロジェクトについて、脚本を持たずにニュー・リージェンシーに打診した。グローヴァーのこれまでの成功のおかげで、オファーがすぐに受け入れられ、アマゾン・スタジオが作品の配給権を獲得した。 ステファン・グローバーが脚本を書き、ヒロ・ムライが監督を務めた映画『Guava Island』はキューバで撮影された。グローヴァーは、祖国でフェスティバルを開催することを決意したキューバ人ミュージシャン役を演じ、ヒロインとしてリアーナが共演した。この映画はコーチェラでプレミア上映された後、Amazonプライム・ビデオで公開された。
2019年4月にコーチェラでヘッドライナーを務めた数日後、グローヴァーはモバイルアプリ「PHAROS AR」を通じて新曲「Algorythm」を初披露した。この拡張現実アプリでは、ユーザーはグーグルのクラウド技術を使用して、他のプレイヤーと仮想世界に行くことができた。2019年のOutside Landsフェスティバルでのヘッドライナー公演で、グローヴァーはOutside Lands史上最大の観客を集め、チャイルディッシュ・ガンビーノとして「最後から2番目のショー」であると発表した。その後ジミー・キンメル・ライブ！で引退の状況について聞かれ、グローヴァーは「よくわからない」と答え、「This Is America Tour」の後もパフォーマンスを続けるかもしれないと述べた。
グローヴァーは、1994年のディズニー・アニメーション映画をリメイクした『ライオン・キング』で、主人公のシンバの声優を務めた。グローヴァーは実父の死後に、より個人的に映画のストーリーラインと結びつきを感じたためセリフの再録音を依頼した。グローヴァーは映画のサウンドトラックと、インスパイアされた曲を収録したキュレーションアルバム『ライオン・キング：ザ・ギフト』に楽曲を提供した。
2020年3月15日、グローヴァーは自身のウェブサイト『Donald Glover Presents』で突如ニューアルバムのストリーミング配信を開始し、12時間後に削除されるまでサイト上でループ再生された。アルバムは翌週3月22日に『3.15.20』というタイトルでデジタルリリースされた。アルバムには21サヴェージ、アリアナ・グランデ、SZAがアルバムにフィーチャーされている。

## 人物
ドナルド・グローヴァーとパートナーのミシェル・ホワイトとの間には、2016年初頭に生まれたレジェンドという名の息子がいる。2018年1月、夫婦に次男が誕生した。
グローヴァーは私生活についてほとんど明かさず、プロモーションのためでない限り、ソーシャルメディアに投稿したり、インタビューに応じたりすることはほとんどない。The New Yorkerのインタビューで、ソーシャルメディアが「自分を人間ではないと感じさせた」と述べ、匿名性を保ち、発言を理解できる人たちとコミュニケーションがとれるオンラインのディスカッションページを訪れるだけだと述べている。
2018年12月17日、『THIS IS AMERICA TOUR』の最終公演で、グローヴァーは父親であるドナルド・グローヴァー・シニアが亡くなったことを発表した。

## ディスコグラフィ

### アルバム
| 年                                        | タイトル             | アルバム詳細                                                                                               | チャート最高位 | チャート最高位 | チャート最高位 | チャート最高位 | チャート最高位 | チャート最高位 | チャート最高位 | 認定           |
| 年                                        | タイトル             | アルバム詳細                                                                                               | US             | AUS            | BEL            | CAN            | NLD            | NZ             | UK             | 認定           |
| ----------------------------------------- | -------------------- | --- | -------------- | -------------- | -------------- | -------------- | -------------- | -------------- | -------------- | -------------- |
| 2011                                      | Camp                 | - 発売日: 2011年11月15日 - レーベル: Glassnote, Universal - フォーマット: CD, LP, digital download         | 11             | 99             | —              | 22             | —              | —              | —              |                |
| 2013                                      | Because the Internet | - 発売日: 2013年12月10日 - レーベル: Glassnote, Island, Universal - フォーマット: CD, LP, digital download | 7              | 37             | —              | 12             | —              | —              | 107            | - US: ゴールド |
| 2016                                      | Awaken, My Love!     | - 発売日: 2016年12月2日 - レーベル: Glassnote, Island, Universal - フォーマット: CD, LP, digital download  | 5              | 9              | 76             | 7              | 33             | 21             | 34             | US:ゴールド    |
| 2020                                      | 3.15.20              | - 発売日: 2020年3月22日 - レーベル: RCA - フォーマット: digital download, streaming                        |                |                |                |                |                |                |                |                |
| "—"は未発売またはチャート圏外を意味する。 |                      | |                |                |                |                |                |                |                |                |

## フィルモグラフィ
※役名の太字表記は主演。

### 映画
| 年   | 題名                                                                              | 役名                              | 備考         | 吹き替え     |
| ---- | --------------------------------------------------------------------------------- | --------------------------------- | ------------ | ------------ |
| 2013 | 私にもできる! イケてる女の10（以上）のこと The To Do List                         | デリック                          |              | (吹替版なし) |
| 2015 | ラザロ・エフェクト The Lazarus Effect                                             | ニコ                              | 吉田健司     |              |
| 2015 | マジック・マイクXXL Magic Mike XXL                                                | アンドレ                          | 勝杏里       |              |
| 2015 | オデッセイ The Martian                                                            | リッチ・パーネル                  | 岡井克升     |              |
| 2017 | スパイダーマン:ホームカミング Spider-Man: Homecoming                              | アーロン・デイヴィス              | 渡邉隼人     |              |
| 2018 | ハン・ソロ/スター・ウォーズ・ストーリー Solo: A Star Wars Story                   | ランド・カルリジアン              | 綱島郷太郎   |              |
| 2019 | Guava Island                                                                      | デニ・マルーン                    | 兼原案・製作 | N/A          |
| 2019 | ライオン・キング The Lion King                                                    | シンバ                            | 声の出演     | 賀来賢人     |
| 2023 | スパイダーマン:アクロス・ザ・スパイダーバース Spider-Man: Across the Spider-Verse | アーロン・デイヴィス / プロウラー | カメオ出演   | (吹替版なし) |
| 2024 | ライオン・キング:ムファサ Mufasa: The Lion King                                   | シンバ                            | 声の出演     | 賀来賢人     |
| 2024 | Bando Stone and the New World                                                     | バンド・ストーン                  | 兼監督       | TBA          |
| TBA  | Untitled Lando's film                                                             | ランド・カルリジアン              | 兼脚本       | TBA          |

### テレビシリーズ

#### テレビドラマ
| 年        | 題名                   | 役名                           | 備考       |
| --------- | ---------------------- | ------------------------------ | ---------- |
| 2009-2014 | コミ・カレ!! Community | トロイ・バーンズ               |            |
| 2013      | GIRLS/ガールズ Girls   | サンディ                       |            |
| 2016-2022 | アトランタ Atlanta     | アーネスト・“アーン”・マークス | 計41話出演 |

#### WEB配信ドラマ
| 年   | 題名                             | 役名           | 配信局             | 吹替                   | 吹替   |
| ---- | -------------------------------- | -------------- | ------------------ | ---------------------- | ------ |
| 2023 | キラー・ビー Swarm               | N/A            | Amazon Prime Video | 監督・脚本・製作総指揮 | N/A    |
| 2024 | Mr.&Mrs. スミス Mr. & Mrs. Smith | ジョン・スミス | Amazon Prime Video | 計8話出演              | 関智一 |

#### テレビアニメ
| 年        | 題名                                                                     | 役名                                | 備考           | 吹替         |
| --------- | ------------------------------------------------------------------------ | ----------------------------------- | -------------- | ------------ |
| 2013-2016 | アドベンチャー・タイム Adventure Time                                    | マーシャル・リー                    | 計2話声の出演  | 森川智之     |
| 2015      | アルティメット・スパイダーマン Ultimate Spider-Man                       | マイルズ・モラレス / スパイダーマン | 計2話声の出演  | 朝比奈拓見   |
| 2023      | アドベンチャー・タイム: フィオナとケイク Adventure Time: Fionna and Cake | マーシャル・リー                    | 計10話声の出演 | (吹替版なし) |